# Урочище Луги
Урочище Луги — ландшафтний заказник місцевого значення.
Розташований на території Великобушинської сільської ради Немирівського району Вінницької області. Оголошений відповідно до Рішення 25 сесії Вінницької обласної ради 4 скликання № 1014 від 23.12.2005 р.
За фізико-географічним районуванням України (О. М. Маринич, Г. О. Пархоменко, О. М. Петренко, П. Г. Шищенко, 2003), територія належить до лісостепової зони, Подільсько-Придніпровського краю, області Подільського Побужжя, Середньобузької височинної області, Гнівансько — Гайсинського району. За геоботанічним районуванням України, територія належить до Європейської широколистяної області, Подільсько-Бесарабської провінції, Вінницького округу.
Для цієї території характерний хвилястий рельєф з балками, ярами, лесовими підвищеннями. В геологічному відношенні заказник приурочений до фундаменту Українського кристалічного щита що складений магматичними та метаморфічними породами (гнейси, граніти).. Кристалічні породи розташовані на глибині біля 100 м. Кристалічні породи перекриті крейдовими, неогеновими (вапняки, піщано-глинисті відклади, піски) та антропогеновими (червоно-бурі глини, лесовидні суглинки) відкладами. Осадкові відклади, що перекривають кристалічний фундамент приурочені до четвертинної системи і складені алювіальними відкладами. З геоморфологічної точки зору — ця територія являє собою акумулятивно-алювіальну рівнину надзаплавної тераси.
Ґрунтовий покрив представлений світло-сірими лісовими опідзоленими та сірими лісовими опідзоленими чорноземами. Територія заказника знаходиться в межах середньої рівнинної атлантико-континентальної області, а саме її середнього району, помірного кліматичного поясу. Клімат території помірно- континентальний. Літо довге, зима коротка і тепла, з нестійким сніговим покривом, висота якого коливається в межах 10-25 см в різні роки. Пересічна температура січня становить — 6° С. Безморозний період становить 250—260 днів. Влітку температура досягає 20°С. Кількість опадів від 500 — до 525 мм/рік.
Територія заказника розташована в басейні р. Південний Буг.
Фітоценоз заказника представлений типовою для Поділля водно-болотною та лучною рослинністю з домінуванням осоки. Зустрічаються елементи вільхового болота, де зростає вільха чорна. Трав'яний покрив типовий лучний, представлений конюшиною лучною та великою кількістю інших видів бобових рослин, подорожником ланцетолистим, різними видами жовтецю, осокою стрункою, пирієм повзучим, кострецем безостим, тонконогом великим. Також тут зростає значна кількість видів лікарських рослин, зокрема буркун жовтий, родовик лікарський, валеріана лікарська, кульбаба, подорожник, зустрічаються кущі калини та шипшини. Асоціації зазнають антропогенного впливу (випасання худоби).
В природоохоронному плані об'єкт представляє наукову та естетичну цінність, як територія, що є частиною типового ландшафту Східного Поділля. Крім того заказник має гідрологічне значення, багату орніто — та ентомофауну.
Заказник створюється з метою розбудови регіональної екологічної мережі і стане її екологічним ядром.